# أولاد سيدي بحوص (أولاد سيدي عبد الحاكم)
أولاد سيدي بحوص هي إحدى مشيخات المملكة المغربية، تتبع جغرافيا لإقليم جرادة وإداريًا لأولاد سيدي عبد الحاكم. يقدر عدد سكانها بـ 1816 نسمة حسب الإحصاء الرسمي للسكان والسكنى لسنة 2004.